# Karhisaari (ö i Karstula)
Karhisaari är en ö i Finland. Den ligger i sjön Pääpohjanjärvi och i kommunen Karstula i den ekonomiska regionen  Saarijärvi-Viitasaari och landskapet Mellersta Finland, i den centrala delen av landet, 300 km norr om huvudstaden Helsingfors. Öns area är 9,8 hektar och dess största längd är 0,7 kilometer i sydöst-nordvästlig riktning.